# Carlo Luigi di Nassau-Saarbrücken
Carlo Luigi di Nassau-Saarbrücken (Saarbrücken, 6 gennaio 1665 – Idstein, 6 dicembre 1723) fu figlio del conte Gustavo Adolfo di Nassau-Saarbrücken e della contessa Eleonora Clara di Hohenlohe-Neuenstein.

## Biografia
Venne allevato dallo zio Volfango Giulio di Hohenlohe-Neuenstein, fratello della madre, e continuò i suoi studi a Tubinga e Parigi. Durante la grande guerra turca, servì come ufficiale nell'esercito dell'imperatore Leopoldo I.
Quanto il fratello Luigi Crato morì nel 1713, assunse il governo della contea di Nassau-Saarbrücken. Lo stesso anno sposò Cristiana Carlotta di Nassau-Ottweiler, figlia del cugino Federico Luigi di Nassau-Ottweiler.
Durante il suo regno promosse l'industrializzazione della contea: a Warndt favorì l'espandersi della lavorazione del vetro, manifattura che era stata insediata già ai tempi di Luigi II accogliendo dei rifugiati ugonotti. A Sulzbach costruì un nuovo stabilimento per la lavorazione del sale ed una torre di graduazione; fondò inoltre la città di Karlings (ora Carling), battezzata così in suo onore.
Alla morte del suo secondo cugino, il conte Giorgio Augusto Samuele di Nassau-Idstein, nel 1721, assunse anche il governo del Nassau-Idstein-Wiesbaden, assieme al padre e al cugino Federico Luigi di Nassau-Ottweiler. Si trasferì momentaneamente a Wiesbaden nel 1722 ma ritornò ben presto a Saarbrücken per poi stabilirsi a Idstein nel 1723, dove morì in quello stesso anno. Venne seppellito nella cappella cittadina.
Una placca nella chiesa del castello di Saarbrücken lo ricorda.
Dal momento che entrambi i suoi figli maschi morirono durante l'infanzia, il governo del Nassau-Saarbrücken venne ereditato dal suocero, Federico Luigi di Nassau-Ottweiler.

## Matrimonio e figli
Sposò Cristiana Carlotta di Nassau-Ottweiler, figlia del cugino Federico Luigi di Nassau-Ottweiler. La moglie gli diede due figli:
- Carlo Federico (1718-1719);
- Carlo Luigi (1720-1721).

## Ascendenza
|                                             |                                         |                                                  | Genitori                                |  |  | Nonni |  |  | Bisnonni                            |  |  | Trisnonni                          |  |
|                                             |                                         |                                                  |                                         |  |  |       |  |  | Ludwig II, conte di Nassau-Weilburg |  |  | Albrecht, conte di Nassau-Weilburg |  |
|                                             |                                         |                                                  |                                         |  |  |       |  |  | Ludwig II, conte di Nassau-Weilburg |  |  | Albrecht, conte di Nassau-Weilburg |  |
|                                             |                                         | Anna von Nassau-Dillenburg                       |                                         |  |  |       |  |  | Ludwig II, conte di Nassau-Weilburg |  |  |                                    |  |
| Wilhelm Ludwig, conte di Nassau-Saarbrücken |                                         |                                                  |                                         |  |  |       |  |  | Ludwig II, conte di Nassau-Weilburg |  |  |                                    |  |
|                                             |                                         | Anna Maria von Hessen-Kassel                     | Wilhelm IV, langravio d'Assia-Kassel    |  |  |       |  |  |                                     |  |  |                                    |  |
|                                             |                                         | Anna Maria von Hessen-Kassel                     | Wilhelm IV, langravio d'Assia-Kassel    |  |  |       |  |  |                                     |  |  |                                    |  |
|                                             |                                         | Anna Maria von Hessen-Kassel                     | Sabine von Württemberg                  |  |  |       |  |  |                                     |  |  |                                    |  |
| Gustav Adolf, conte di Nassau-Saarbrücken   |                                         | Anna Maria von Hessen-Kassel                     |                                         |  |  |       |  |  |                                     |  |  |                                    |  |
|                                             |                                         | Georg Friedrich, margravio di Baden-Durlach      | Karl II, margravio di Baden-Durlach     |  |  |       |  |  |                                     |  |  |                                    |  |
|                                             |                                         | Georg Friedrich, margravio di Baden-Durlach      | Karl II, margravio di Baden-Durlach     |  |  |       |  |  |                                     |  |  |                                    |  |
|                                             |                                         | Georg Friedrich, margravio di Baden-Durlach      | Anna von Pfalz-Veldenz                  |  |  |       |  |  |                                     |  |  |                                    |  |
| Anna Amalia von Baden-Durlach               |                                         | Georg Friedrich, margravio di Baden-Durlach      |                                         |  |  |       |  |  |                                     |  |  |                                    |  |
|                                             |                                         | Juliane Ursula zu Salm-Neufville                 | Friedrich I, conte di Salm-Neufville    |  |  |       |  |  |                                     |  |  |                                    |  |
|                                             |                                         | Juliane Ursula zu Salm-Neufville                 | Friedrich I, conte di Salm-Neufville    |  |  |       |  |  |                                     |  |  |                                    |  |
|                                             |                                         | Juliane Ursula zu Salm-Neufville                 | Franziska von Salm                      |  |  |       |  |  |                                     |  |  |                                    |  |
| Karl Ludwig, conte di Nassau-Saarbrücken    |                                         | Juliane Ursula zu Salm-Neufville                 |                                         |  |  |       |  |  |                                     |  |  |                                    |  |
|                                             | Wolfgang, conte di Hohenlohe-Neuenstein | Ludwig Casimir, conte di Hohenlohe-Neuenstein    |                                         |  |  |       |  |  |                                     |  |  |                                    |  |
|                                             | Wolfgang, conte di Hohenlohe-Neuenstein | Ludwig Casimir, conte di Hohenlohe-Neuenstein    |                                         |  |  |       |  |  |                                     |  |  |                                    |  |
|                                             | Wolfgang, conte di Hohenlohe-Neuenstein | Anna zu Solms-Laubach                            |                                         |  |  |       |  |  |                                     |  |  |                                    |  |
| Kraft VII, conte di Hohenlohe-Neuenstein    | Wolfgang, conte di Hohenlohe-Neuenstein |                                                  |                                         |  |  |       |  |  |                                     |  |  |                                    |  |
|                                             |                                         | Magdalena von Nassau-Dillenburg                  | Wilhelm I, conte di Nassau-Dillenburg   |  |  |       |  |  |                                     |  |  |                                    |  |
|                                             |                                         | Magdalena von Nassau-Dillenburg                  | Wilhelm I, conte di Nassau-Dillenburg   |  |  |       |  |  |                                     |  |  |                                    |  |
|                                             |                                         | Magdalena von Nassau-Dillenburg                  | Juliana zu Stolberg-Wernigerode         |  |  |       |  |  |                                     |  |  |                                    |  |
| Eleonora Clara zu Hohenlohe-Neuenstein      |                                         | Magdalena von Nassau-Dillenburg                  |                                         |  |  |       |  |  |                                     |  |  |                                    |  |
|                                             |                                         | Karl I, conte palatino di Zweibrücken-Birkenfeld | Wolfgang, conte palatino di Zweibrücken |  |  |       |  |  |                                     |  |  |                                    |  |
|                                             |                                         | Karl I, conte palatino di Zweibrücken-Birkenfeld | Wolfgang, conte palatino di Zweibrücken |  |  |       |  |  |                                     |  |  |                                    |  |
|                                             |                                         | Karl I, conte palatino di Zweibrücken-Birkenfeld | Anna von Hessen                         |  |  |       |  |  |                                     |  |  |                                    |  |
| Sofia von Pfalz-Birkenfeld                  |                                         | Karl I, conte palatino di Zweibrücken-Birkenfeld |                                         |  |  |       |  |  |                                     |  |  |                                    |  |
|                                             |                                         | Dorothea von Braunschweig-Lüneburg               | Wilhelm, duca di Brunswick-Lüneburg     |  |  |       |  |  |                                     |  |  |                                    |  |
|                                             |                                         | Dorothea von Braunschweig-Lüneburg               | Wilhelm, duca di Brunswick-Lüneburg     |  |  |       |  |  |                                     |  |  |                                    |  |
|                                             |                                         | Dorothea von Braunschweig-Lüneburg               | Dorothea af Danmark                     |  |  |       |  |  |                                     |  |  |                                    |  |
|                                             |                                         | Dorothea von Braunschweig-Lüneburg               |                                         |  |  |       |  |  |                                     |  |  |                                    |  |